# Russatus nigrescens
Russatus nigrescens é uma espécie de gastrópode  da família Charopidae.
É endémica da Micronésia.